# Belle de Boskoop
Belle de Boskoop (Nederlandsk: Schone van Boskoop eller Goudreinette (Goudrenet), tysk: Schöner aus Boskoop) er en æblesort, som stammer fra 1850'ernes Boskoop i Holland.
Belle de Boskoop er sygdomsresistent, men er dog noget udsat for frugttrækræft, når den er podet på svage grundstammer. Sorten blomstrer middeltidligt eller noget senere.
Belle de Booskoop bestøves af blandt andre Aroma, Cox orange, Cox Pomona, Cortland, Discovery, Filippa, Ingrid Marie, James Grieve, Oberländer, Oranie, Ringstad og Transparente Blanche. Da 'Belle de Boskoop' er triploid, kan sorten ikke selv danne frugtbart pollen. Den kan derfor ikke bruges som bestøversort for andre æbler.
Belle de Boskoop er meget velegnet til bagværk, da den beholder sin syrlig-søde smag meget godt.

## Eksternt link
- Kort over dyrkningszoner i Sverige: Belle de Boskoop dyrkes bedst i zone I-II Arkiveret 29. juli 2007 hos  Wayback Machine.